# .do
.do je vrhovna internetska domena (country code top-level domain - ccTLD) za Dominikansku Republiku. Domenom upravlja NIC.DO.

## Vanjske poveznice
- IANA .do whois informacija  Arhivirana inačica izvorne stranice od 30. listopada 2007. (Wayback Machine)